# Hanuman Dhoka

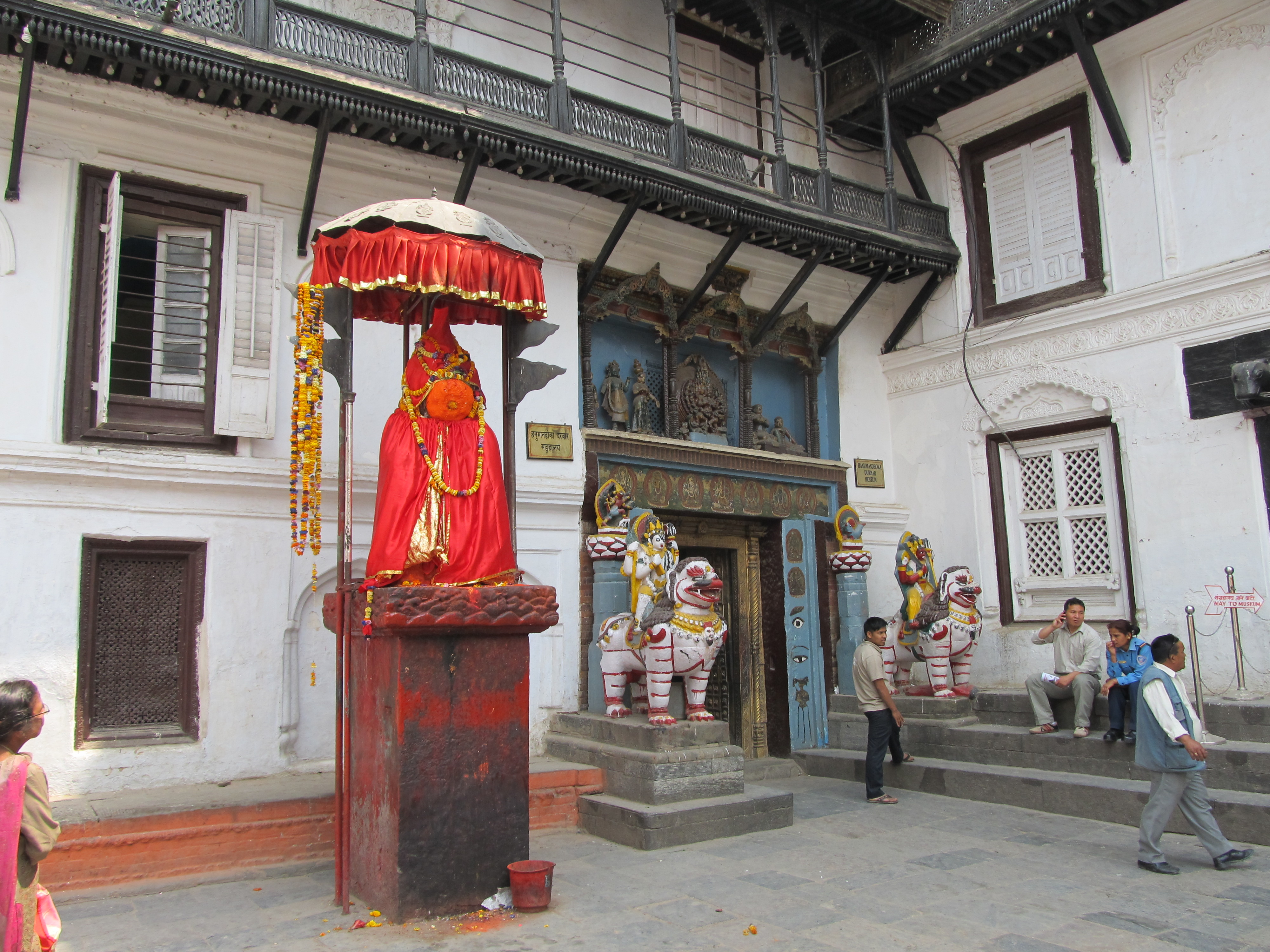
A Hanuman Dhoka ("Porta de Hanuman") propriamente dita, entrada principal do palácio, com a estátua de Hanuman à esquerda, vestida de vermelho

Hanuman Dhoka (em nepali: हनुमान ध्वखा; "Porta de Hanuman") é um complexo de edifícios que foi o antigo palácio real do Nepal, situado na Praça Darbar, no centro de Catmandu. Foi construído no século XVI, durante a dinastia Malla e foi usado depois pelos reis da dinastia Shah até 1886. Ocupa uma área de mais de 20 200 m² e deve o seu nome à figura de pedra de Hanuman, o deus-macaco hindu que se encontra junto da entrada principal.

## História e descrição
A ala oriental, com dez pátios, é a parte mais antiga do complexo. Data de meados do século XVI e foi ampliada pelo rei Pratap Malla no século XVII com muitos templos. As alas designadas Sundari Chowk e Mohan Chowk, no lado norte do palácio, estão encerradas. Em 1768, foram adicionadas quatro torres de vigia no lado sudeste do palácio pelo rei Prithvi Narayan. A família real nepalesa morou no palácio até 1886, quando se mudaram para o Palácio Narayanhity.
No exterior há uma inscrição em pedra escrita em 15 línguas. Segundo a lenda, se todas as línguas forem lidas sairá leite do meio da pedra.

## Porta de Hanuman
O Hanuman Dhoka ("Porta de Hanuman") propriamente dito situa-se na parte oriental da Praça Darbar. É a entrada para o palácio, onde se encontra a estátua de Hanuman em pé datada de 1672 que guarda o palácio e lhe dá o nome. A estátua é envolvido por um pano vermelho e está debaixo de uma grande sombrinha. A face está manchada com pasta vermelha, como acontece frequentemente com as imagens sagradas hindus no Nepal. À esquerda há uma escultura de pedra de Narasimha, o avatar do deus Vixnu meio-homem meio-leão, devorando o demónio Hiranyakashipu. Datada de 1673, foi realizada por ordem de Pratap Malla, segundo uma inscrição no pedestal.

## Nasal Chowk
Em frente da entrada principal, adjacente ao Templo de Hanuman, encontra-se o pátio Nasal Chowk ("Nasal" significa "o que dança"), que deve o nome à imagem de Xiva a dançar situada no lado oriental do pátio. O rei Birendra foi coroado em 1975 numa plataforma colocada no meio de Nasal Chowk. No lado sul do pátio ergue-se a Torre Basantapur, com nove andares.

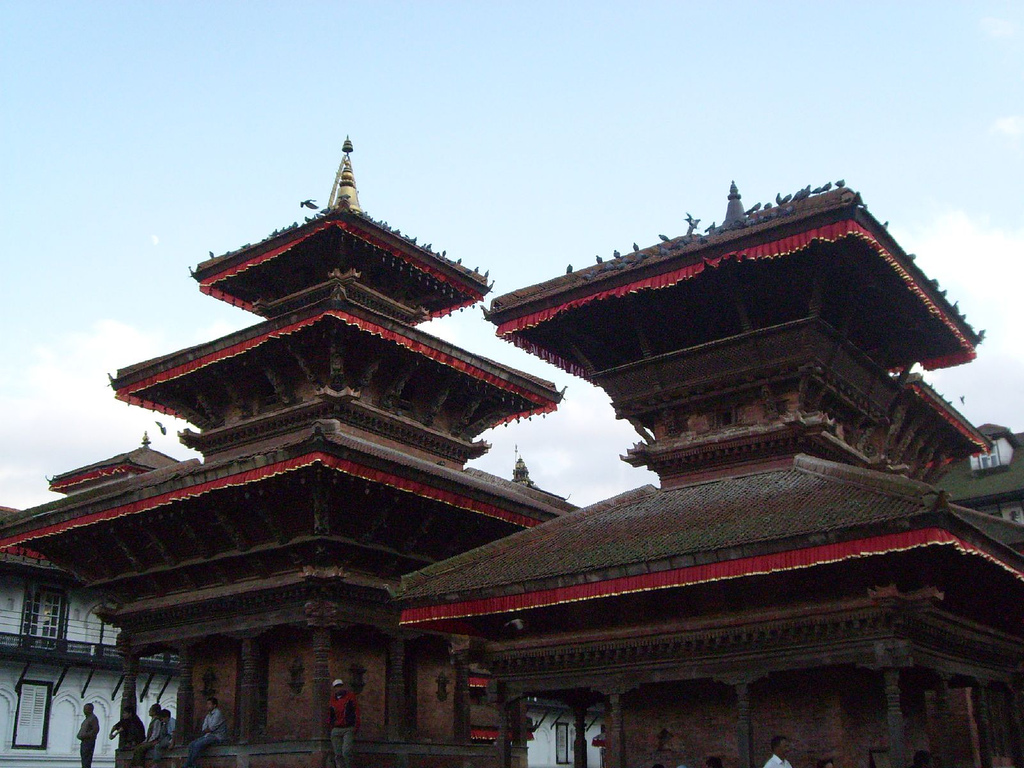
Templos de Vixnu e Indrapur

Apesar do pátio ter sido construído durante o período Malla (o qual terminou em 1750), os edifícios em volta dele, que apresentam portas, janelas e vigas intricadamente esculpidas, foram construídos pelos governantes Rana. O pátio é retangular, orientado na direção norte-sul, com entrada pelo canto noroeste. Perto da entrada há uma portada intricadamente esculpida, com representações de quatro deuses, que conduz aos aposentos privados dos reis Malla. Numa varanda da parede oriental há uma imagem dourada de Maha Vixnu, uma reprodução da que se encontrava no templo de Maha Vixnu na praça que foi destruído durante o terramoto de 1934.
Outra estruturas no páio são a Câmara de Audiência dos reis Malla, no canto nordeste, o trono dos reis Malla numa varanda aberta, e retratos dos reis Shah. Há ainda o Templo de Panch Mukhi Hanuman (Hanuman de cinco faces), dedicado àquele deus e situado no canto, e que tem um desenho único, com cinco tetos circulares. O sacerdote do templo é a única pessoa que pode entrar no sanctum do templo.

## Mul Chowk

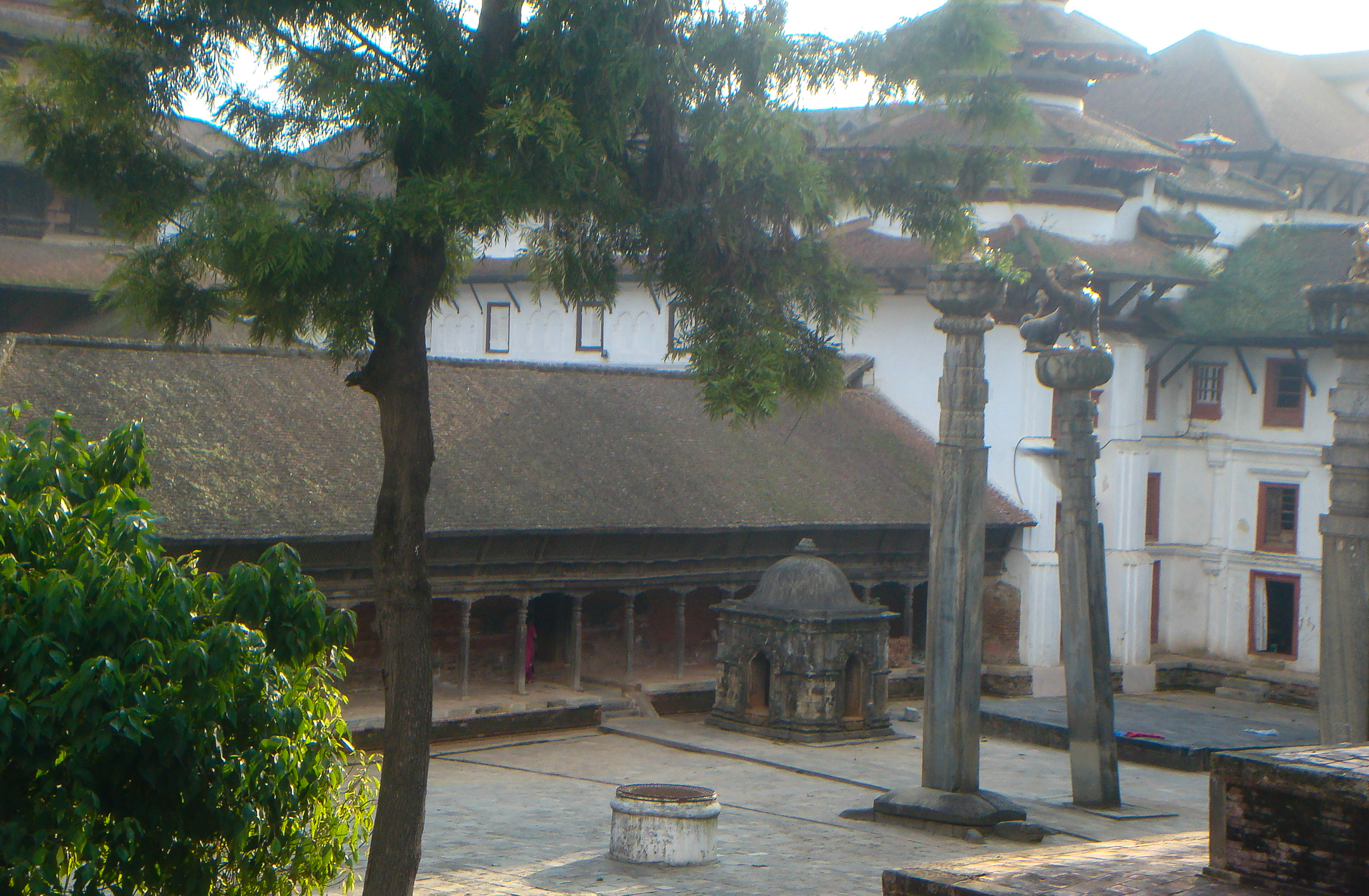
Mul Chowk

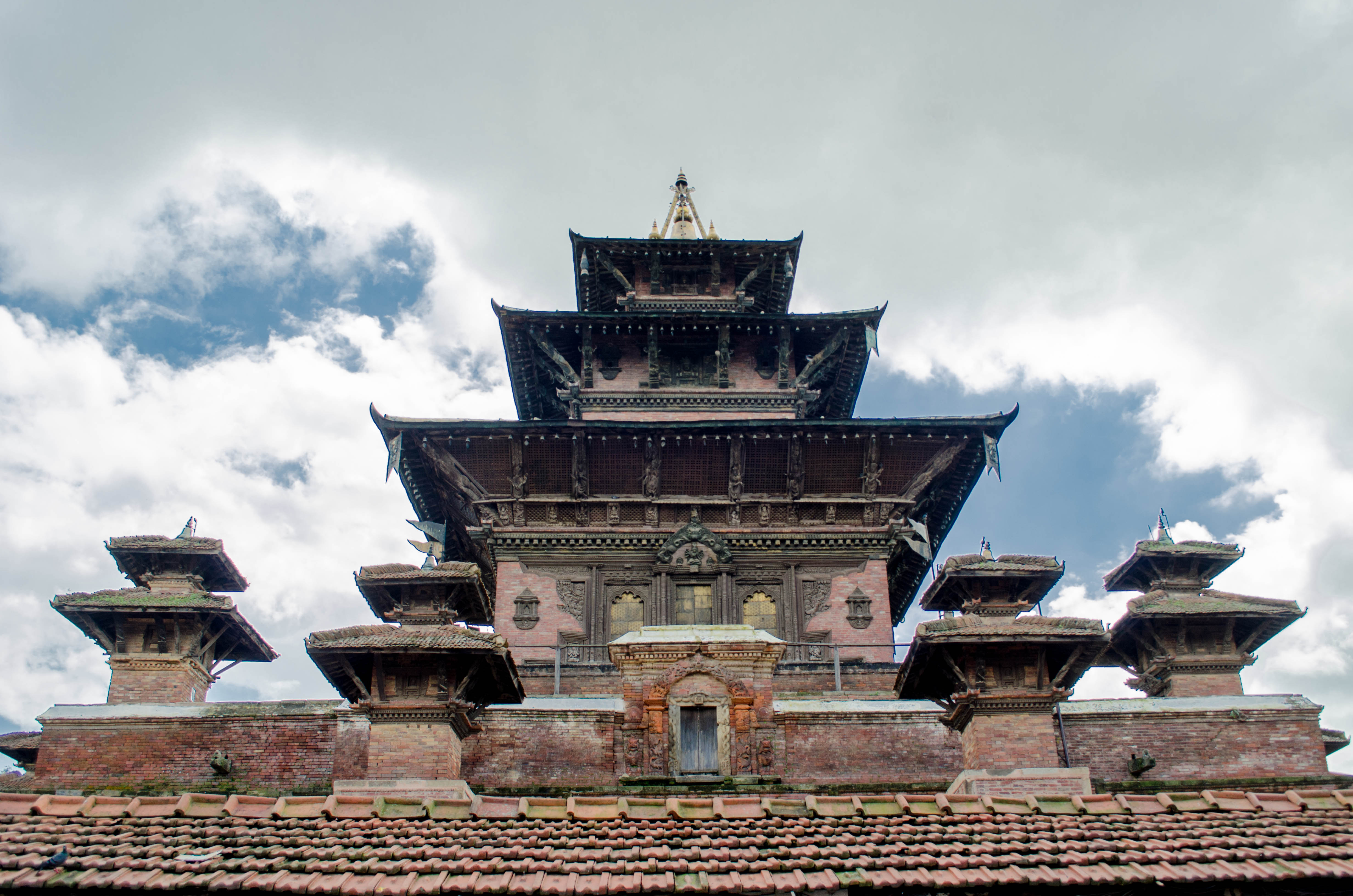
Templo de Taleju

Mul Chowk, dedicado a Taleju Bhawani (ou Talegu), é um pátio rodeado por edifícios de dois andares exclusivamente dedicados a ritos religiosos. Taleju Bhawani era a deusa tutelar da família Malla. O Templo de Taleju situa-se no lado sul do pátio e tem uma torana (grinalda de porta) dourada. Durante o festival Dasain, a divindade de Taleju é trazida para este templo. A entrada do templo é flanqueada com imagens das deusas dos rios Ganges e Iamuna. O Degu Taleju é outro templo com três tetos construído por Shiva Singh Malla (m. 1616) igualmente dedicado a Taleju.

## Mohan Chowk
O Mohan Chowk, construído em 1649 e situado a norte de Nasal Chowk, é o pátio da antiga área residencial dos reis Malla. Era obrigatório que um rei Malla nascesse aqui para que pudesse ser herdeiro do trono; um exemplo dessa tradição foi Jaya Prakash Malla, que enfrentou dificuldades nas ascensão ao trono. No centro do pátio há uma bica de água, conhecida com Sun Dhara, que se diz ser proveniente de uma nascente em Budhanilkantha, na parte norte do vale de Catmandu. A bica é decorada e encontra-se vários metros abaixo do chão do pátio; era usada pelos reis Malla para as abluções diárias. Em cada um dos cantos do pátio há uma torre. A norte de Mohan Chowk situa-se Sundari Chowk.

## Museu

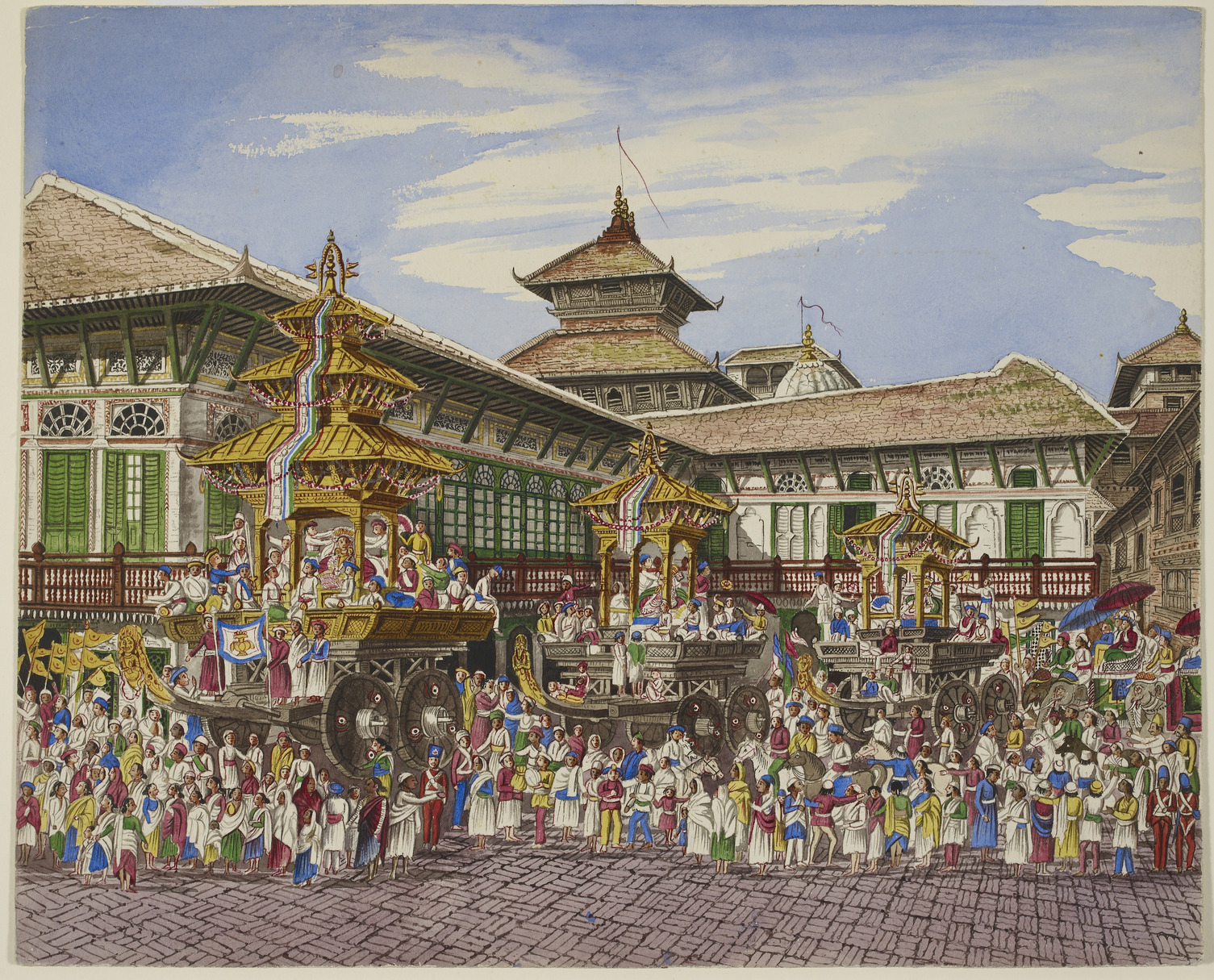
Gravura da década de 1850 com o Hanuman Dhoka durante as festas de

No lado ocidental de Nasal Chowk encontra-se o Museu Tribhuwan, onde estão expostos objetos do rei Tribhuwan, avô dos últimos dois reis do Nepal, Birendra e Gyanendra. Entre as peças expostas há esculturas requintadas de pedra, vários tronos, ornamentos cravejados de pedras preciosas usados em coroações, armas, móveis, relevos em madeira de templos e uma coleção de moedas. O quarto e o estúdio do rei foram recriados no museu e estão ali preservados juntamente com os seus objetos pessoais.
Esta parte do palácio, junto à Praça Darbar, foi construída pelos Ranas entre meados e finais do século XIX.